# Tuffi ai Giochi della XXIX Olimpiade
I concorsi dei tuffi si sono svolti dal 10 agosto al 23 agosto 2008 al Centro Acquatico Nazionale di Pechino.

## Calendario

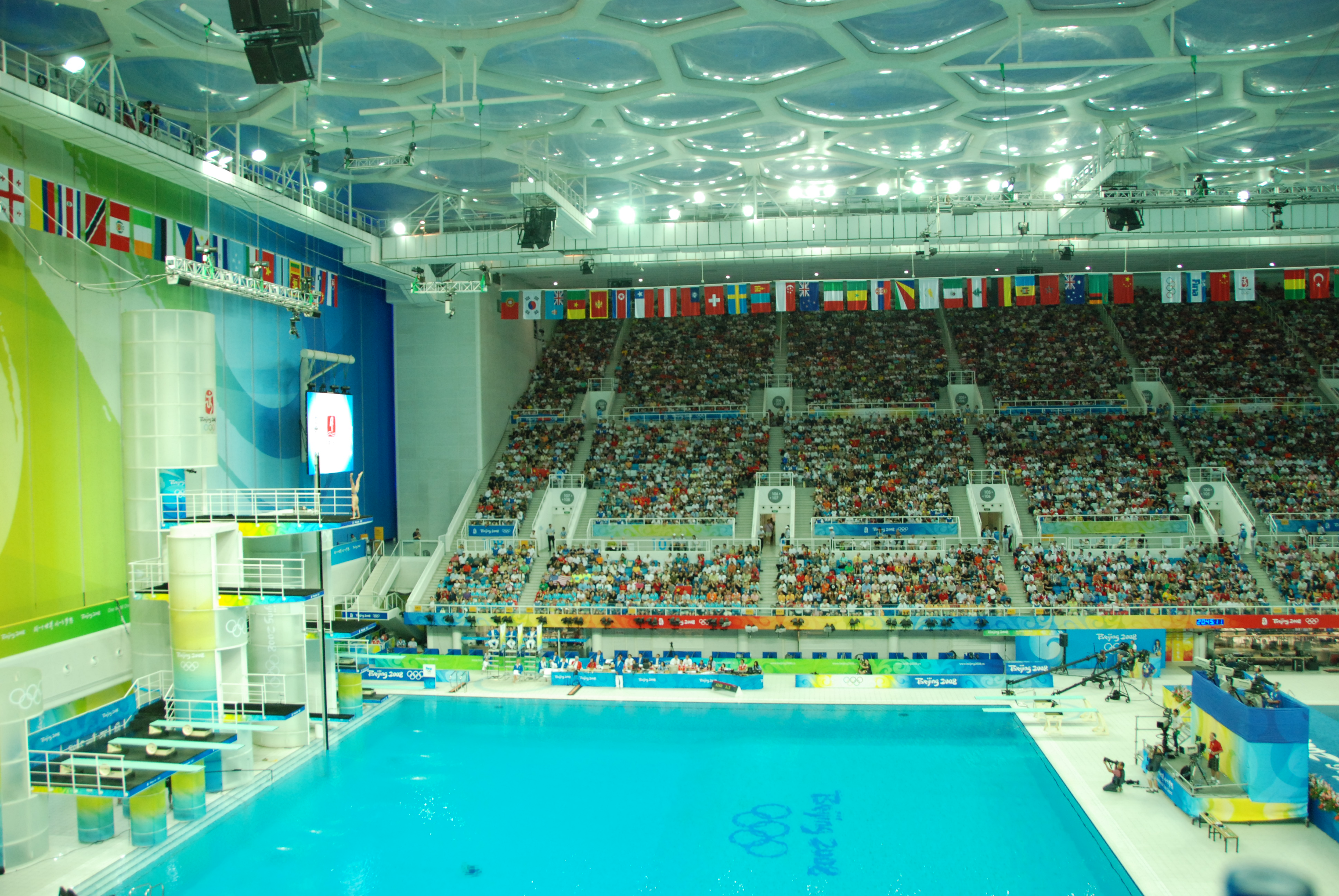
Il Centro Acquatico Nazionale di Pechino (o Water Cube). Ha ospitato le gare di tuffi della rassegna olimpica.

| Uomini |          | 10 m Sinc |           | 3 m Sinc |  |  |  |     |  | 3 m |  |      |  | 10 m | 4 |
| Donne  | 3 m Sinc |           | 10 m Sinc |          |  |  |  | 3 m |  |     |  | 10 m |  |      | 4 |
| Totale | 1        | 1         | 1         | 1        |  |  |  | 1   |  | 1   |  | 1    |  | 1    | 8 |

|  | Qualificazioni |  | FINALI |

## Podi

### Uomini
| Evento                      | Oro                    | Perform. | Argento                                | Perform. | Bronzo                                  | Perform. |
| Tuffi individuali           |                        |          |                                        |          |                                         |          |
| Trampolino 3 m (dettagli)   | He Chong               | 572,90   | Alexandre Despatie                     | 536,65   | Qin Kai                                 | 530,10   |
| Piattaforma 10 m (dettagli) | Matthew Mitcham        | 537,95   | Zhou Lüxin                             | 533,15   | Gleb Gal'perin                          | 525,80   |
| Tuffi sincronizzati         |                        |          |                                        |          |                                         |          |
| Trampolino 3 m (dettagli)   | Cina Wang Feng Qin Kai | 469,08   | Russia Dmitrij Sautin Jurij Kunakov    | 421,98   | Ucraina Illja Kvaša Oleksij Pryhorov    | 415,05   |
| Piattaforma 10 m (dettagli) | Cina Lin Yue Huo Liang | 468,18   | Germania Patrick Hausding Sascha Klein | 450,42   | Russia Gleb Gal'perin Dmitrij Dobroskok | 445,26   |

### Donne
| Evento                      | Oro                         | Perform. | Argento                                        | Perform. | Bronzo                               | Perform. |
| Tuffi individuali           |                             |          |                                                |          |                                      |          |
| Trampolino 3 m (dettagli)   | Guo Jingjing                | 415,35   | Julija Pachalina                               | 398,60   | Wu Minxia                            | 389,85   |
| Piattaforma 10 m (dettagli) | Chen Ruolin                 | 447,70   | Émilie Heymans                                 | 437,05   | Wang Xin                             | 429,90   |
| Tuffi sincronizzati         |                             |          |                                                |          |                                      |          |
| Trampolino 3 m (dettagli)   | Cina Guo Jingjing Wu Minxia | 343,50   | Russia Julija Pachalina Anastasija Pozdnjakova | 323,61   | Germania Ditte Kotzian Heike Fischer | 318,90   |
| Piattaforma 10 m (dettagli) | Cina Wang Xin Chen Ruolin   | 363,54   | Australia Briony Cole Melissa Wu               | 335,16   | Messico Paola Espinosa Tatiana Ortiz | 330,06   |

## Medagliere
| Posizione | Paese     |   |   |   | Totale |
| --------- | --------- | - | - | - | ------ |
| 1         | Cina      | 7 | 1 | 3 | 11     |
| 2         | Australia | 1 | 1 | 0 | 2      |
| 3         | Russia    | 0 | 3 | 2 | 5      |
| 4         | Canada    | 0 | 2 | 0 | 2      |
| 5         | Germania  | 0 | 1 | 1 | 2      |
| 6         | Messico   | 0 | 0 | 1 | 1      |
| 6         | Ucraina   | 0 | 0 | 1 | 1      |
| Totale    | Totale    | 8 | 8 | 8 | 24     |